# 分散蓝5
分散蓝5是一种蒽醌类染料，化学式为C16H13N3O3，其等吸收点为533 nm。它可由1-氨基-4-甲氨基-9,10-二氧代-9,10-二氢蒽-2-磺酸为原料制得。它相比分散紫4更容易受到气体漂白（二氧化氮）和光漂白的影响。